# Celtic Challenge 2025-2026
 (août 2025).
Navigation
2025
Le Celtic Challenge 2025-2026 est la quatrième édition de la compétition féminine internationale de rugby à XV opposant des franchises de trois des nations celtiques : l'Écosse, l'Irlande et le pays de Galles.

## Format
Les six équipes sont réunies dans une poule unique où elles s'affrontent toutes en matchs aller-retour, soit dix journées de compétition. Les quatre meilleures équipes se qualifient pour les demi-finales.
| Équipe           | Nation         | Entraineur                  | Ville         | Stade             | Capacité |
| ---------------- | -------------- | --------------------------- | ------------- | ----------------- | -------- |
| Brython Thunder  | Pays de Galles | Ashley Beck (en)            | Llanelli      | Parc y Scarlets   | 14 870   |
| Clovers          | Irlande        | Denis Fogarty               | n.c.          |                   |          |
| Édimbourg Rugby  | Écosse         | Claire Cruikshank           | Édimbourg     | Hive Stadium      | 7 800    |
| Glasgow Warriors | Écosse         | Lindsey Smith               | Glasgow       | Scotstoun Stadium | 9 708    |
| Gwalia Lightning | Pays de Galles | Catrina Nicholas-McLaughlin | Ystrad Mynach | Ystrad Fawr       | 200      |
| Wolfhounds       | Irlande        | Neil Alcorn                 | n.c.          |                   |          |

## Résultats et classement

### Résultats

#### Phase finale
|  | Demi-finales       | Demi-finales       |  |  | Finale             | Finale             |
|  | Demi-finales       | Demi-finales       |  |  | Finale             | Finale             |
|  |                    |                    |  |  |                    |                    |
|  | 21 ou 22 mars 2026 | 21 ou 22 mars 2026 |  |  | 28 ou 29 mars 2026 | 28 ou 29 mars 2026 |
|  | 21 ou 22 mars 2026 | 21 ou 22 mars 2026 |  |  | 28 ou 29 mars 2026 | 28 ou 29 mars 2026 |
|  |                    |                    |  |  | 28 ou 29 mars 2026 | 28 ou 29 mars 2026 |
|  |                    |                    |  |  | 28 ou 29 mars 2026 | 28 ou 29 mars 2026 |
|  |                    |                    |  |  | 28 ou 29 mars 2026 | 28 ou 29 mars 2026 |
|  |                    |                    |  |  |                    |                    |
|  | 21 ou 22 mars 2026 |                    |  |  |                    |                    |
|  |                    |                    |  |  |                    |                    |
|  |                    |                    |  |  |                    |                    |
|  |                    |                    |  |  |                    |                    |
|  |                    |                    |  |  |                    |                    |
|  |                    |                    |  |  |                    |                    |